# Pseudolabrus fuentesi
Pseudolabrus fuentesi es una especie de peces de la familia Labridae en el orden de los Perciformes.

## Morfología
Los machos pueden llegar alcanzar los 13,5 cm de longitud total.

## Distribución geográfica
Se encuentra en la Isla de Pascua y Pitcairn.